# Chytonix macdonaldi
Chytonix macdonaldi là một loài bướm đêm trong họ Noctuidae.